# 3-й открытый набор космонавтов Роскосмоса
3-й открытый набор космонавтов Роскосмоса — набор космонавтов, производившийся Государственной корпорацией по космической деятельности «Роскосмос» в 2019—2021 годах на конкурсной основе. Это был третий открытый набор кандидатов в отряд космонавтов (1-й открытый набор состоялся в 2012 году, второй — в 2017—2018 годах).
В ходе набора было отобрано четыре кандидата в космонавты. Два кандидата были военнослужащими: Александр Колябин — представитель Военно-воздушных сил РФ и Сергей Тетерятников — офицер Военно-морского флота РФ. Кандидат Арутюн Кивирян ранее работал в РКК «Энергия», а Сергей Иртуганов— в коммерческой структуре. Кандидаты Колябин и Кивирян ранее участвовали во втором открытом конкурсе в 2017—2018 годах, но не прошли по конкурсу.

## История набора
В марте 2019 года госкорпорация «Роскосмос» утвердила Положение о новом наборе в отряд космонавтов. В апреле того же года на обеспечение в 2019 году набора и подготовки космонавтов в рамках госпрограммы «Космическая деятельность России» из федерального бюджета было выделено «Роскосмосу» 126,68 млн рублей. 31 мая 2019 года генеральный директор госкорпорации «Роскосмос» Дмитрий Рогозин сообщил о начале нового набора в российский отряд космонавтов. Был определён срок подачи заявления и документов от претендентов на отбор в период с 3 июня 2019 года по 1 июня 2020 года.
В апреле 2020 года в связи с периодом самоизоляции из-за пандемии коронавируса COVID-19, временной срок для набора в отряд космонавтов был продлён. Претендентам, которые не смогли до 1 июня 2020 года предоставить на конкурс полный пакет документов, было разрешено принять участие в конкурсе, при условии предоставления недостающих документов до 30 июня. Заочный этап отбора, во время которого конкурсная комиссия рассматривала дела претендентов, также продлевался до 30 июня 2020 года включительно. В сентябре 2020 года конкурсная комиссия обратилась с предложением в Госкорпорацию «Роскосмос» о продлении отбора до середины декабря 2020 года.
27 января 2021 года при подведении итогов конкурса конкурсная комиссия объявила, что всего было подано в ЦПК имени Ю. А. Гагарина 2229 заявлений (устных и письменных) от желающих стать космонавтами. В очном этапе отбора участвовали 64 претендента, в том числе 9 женщин.
В ходе набора было отобрано четыре кандидата в космонавты: Александр Колябин, Сергей Тетерятников, Арутюн Кивирян и Сергей Иртуганов. 1 апреля 2021 года гражданские кандидаты Кивирян и Иртуганов были зачислены в штат ЦПК имени Ю. А. Гагарина, военные кандидаты были прикомандированы в ЦПК с 5 мая 2021 года.
14 июня 2023 года кандидаты в космонавты Колябин, Тетерятников и Кивирян успешно сдали в ЦПК имени Ю. А. Гагарина государственный экзамен, завершающий двухгодичный курс общекосмической подготовки. 16 июня решением Межведомственной комиссии (МВКК) им была присвоена квалификации «космонавт-испытатель». Кандидат Иртуганов также успешно сдал госэкзамен, но в связи с заключением Главной медицинской комиссии от 27 апреля 2023 года о негодности его к специальным тренировкам, вопрос о присвоении ему квалификации «космонавт-испытатель» на заседание МВКК не выносился, 30 июня 2023 года отчислен с должности кандидата в космонавты-испытатели по медицинским показателям и уволен из Центра подготовки космонавтов.

## Список космонавтов 3-го открытого набора Роскосмоса
| Список космонавтов 3-го открытого набора Роскосмоса | Список космонавтов 3-го открытого набора Роскосмоса | Список космонавтов 3-го открытого набора Роскосмоса | Список космонавтов 3-го открытого набора Роскосмоса | Список космонавтов 3-го открытого набора Роскосмоса | Список космонавтов 3-го открытого набора Роскосмоса | Список космонавтов 3-го открытого набора Роскосмоса | Список космонавтов 3-го открытого набора Роскосмоса |
| №                                                   | ФИО                                                 | Дата рождения                                       | Порядковый номер                                    | Место работы до поступления в отряд, специальность  | Подготовка к полётам                                | Статус или дата выхода из отряда                    |                                                     |
| --------------------------------------------------- | --------------------------------------------------- | --------------------------------------------------- | --------------------------------------------------- | --------------------------------------------------- | --------------------------------------------------- | --------------------------------------------------- | --------------------------------------------------- |
| 1                                                   | Кивирян Арутюн Арутюнович                           | 23 августа 1993                                     |                                                     | РКК «Энергия», инженер                              | проходит подготовку в составе условного экипажа     | действующий космонавт                               |                                                     |
| 2                                                   | Колябин Александр Сергеевич                         | 12 января 1987                                      |                                                     | Военно-воздушные силы РФ, лётчик                    | проходит подготовку в составе условного экипажа     | действующий космонавт                               |                                                     |
| 3                                                   | Тетерятников Сергей Александрович                   | 19 декабря 1988                                     |                                                     | Военно-морской флот РФ, инженер                     | проходит подготовку в составе условного экипажа     | действующий космонавт                               |                                                     |
| 4                                                   | Иртуганов Сергей Георгиевич                         | 10 августа 1988                                     | —                                                   | коммерческая структура, инженер                     | —                                                   | 30 июня 2023 года                                   |                                                     |